# Tricorythodes arequita
Tricorythodes arequita is een haft uit de familie Leptohyphidae. De wetenschappelijke naam van de soort is voor het eerst geldig gepubliceerd in 1959 door Traver.
De soort komt voor in het Neotropisch gebied.